# 23 avril 1975
Le mercredi 23 avril 1975 est le 113e jour de l'année 1975.

## Naissances
- BIC Tizon Dife, auteur, compositeur, rappeur-slameur haïtien
- Christian Corrêa Dionisio, joueur de football brésilien
- Damien Touya, escrimeur français
- Gil Kolirin, acteur britannique
- Jón Þór Birgisson, chanteur et musicien islandais
- Margien van Doesen, actrice néerlandaise
- Nonstop, auteur-compositeur-interprète français
- Olga Kern, pianiste russe
- Peter De Keyzer, économiste belge
- Siobhan Hayes, actrice britannique
- Stine Brun Kjeldaas, snowboardeuse norvégienne
- Vladimir Tchebatourkine, joueur professionnel russe de hockey sur glace

## Décès
- Michael Carty (né le 16 décembre 1916), homme politique irlandais
- Ole Stenen (né le 29 août 1903), fondeur et spécialiste norvégien du combiné nordique
- Paul Thomé (né le 26 mars 1885), industriel ardennais
- Rolf Dieter Brinkmann (né le 16 avril 1940), poète allemand
- William Hartnell (né le 8 janvier 1908), acteur britannique